# Killer Instinct Gold
A Killer Instinct Gold 1996-ban megjelent verekedős videojáték, amely a Killer Instinct 2 játéktermi játékon alapul. A játékot a Rare fejlesztette, és a Nintendo adta ki a Nintendo 64 videójáték-konzolra. A sorozat más részeihez hasonlóan a játékosok karaktereket irányítanak, akik egy 3D-s háttér előtt elhelyezkedő 2D-s síkon harcolnak. A játékosok gombokat nyomogatva ütik és rúgják az ellenfelüket egymást követő ütési láncolatokban, úgynevezett kombókban. A nagy kombó-sorozatok erősebb támadásokhoz és brutális, stílusos befejező mozdulatokhoz vezetnek, amelyeket a bemondó kiemel. A karakterek olyan helyszíneken harcolnak, mint egy dzsungel és egy űrhajó. A Killer Instinct Gold tartalmazza a játéktermi változat karaktereit, kombinációit és 3D-s, előre elkészített környezetét, de a teljes mozgóképes videósorozatokat és néhány hangalámondást nem tartalmazza a kazetta formátumából adódó korlátozások miatt. A Gold kiadás edzésmóddal, új kameranézetekkel és továbbfejlesztett audiovizuális eszközökkel egészül ki. 
A Rare az 1990-es években a Nintendo egyik kiemelkedő másodlagos fejlesztője volt, és a Killer Instinct sorozatuk exkluzív partnerségben készült, válaszul a Mortal Kombat népszerűségére. A Super NES-re készült 1995-ös Killer Instinct átirat sikerét követően a Rare elkezdte a folytatást ugyanerre a platformra, de a fejlesztést a SNES utódjára, a Nintendo 64-re helyezte át, annak bemutatkozásakor. A Gold az új konzol bevezető címeként lett volna tervezve, de az 1996 novemberi észak-amerikai megjelenésig elhalasztották. A többi régióban 1997 májusában jelent meg. A Gold később bekerült a Rare 2015-ös Xbox One retrospektív összeállításába, a Rare Replaybe. 
A kritikusok a Nintendo 64-átiratot előnyben részesítették a játéktermi kiadással szemben, és nagyra értékelték az audiovizuális fejlesztéseket, de úgy érezték, hogy a grafikai fejlesztések és a memorizáláson alapuló kombójáték elégtelen volt az olyan verekedős játékokhoz képest, mint a Tekken 2 és a Virtua Fighter 2. A kritikusok elsősorban a sorozat és a műfaj rajongóinak ajánlották a Goldot, de az IGN beszámolója szerint még a rajongók is felháborodtak a kombórendszerben történt változások és több kedvelt karakter hiánya miatt. A Gold végül nem tudta megismételni Super NES elődjének sikerét, és a sorozat a 2002-es Microsoft általi felvásárlástól a 2013-as újraindításig pihent.

## Játékmenet
A Killer Instinct Gold a Killer Instinct 2 nevű játéktermi verekedős videójáték átirata. A Killer Instinct sorozat többi részéhez hasonlóan két, ember vagy mesterséges intelligencia által irányított karakter küzd egy az egy elleni meccseken, hogy lemerítsék az ellenfél életerőmutatóját. Míg a karakterek 2D-s síkon mozognak és támadnak, a háttér előre renderelt 3D-ben jelenik meg, és mélységet kölcsönöz a játéknak. A játékosok hat gombos beállítással harcolnak: három ütőgomb és három rúgógomb, hasonlóan a Street Fighter II vezérléséhez. A játékosok egy sor találatot „kombókká” fűzhetnek össze a megnövelt sebzés érdekében, és egyes kombókhoz a gombnyomások meghatározott, megjegyzett sorozataira van szükség. A több ütésből álló kombók erősebb támadásokhoz és brutális, stílusos befejező mozdulatokhoz, vagy " fatalitásokhoz" vezetnek. A kombó elszenvedő karakterek megszakíthatják a sorozatot egy "kombótörő" (combo breaker) mozdulattal. Egy bemondó mondja el a játék fontosabb pillanatait olyan mondatokkal, mint például: "Awesome combo!"
A Gold árkád, csapat és verseny játékmódokat tartalmaz. A játék új "gyakorló módjában" a játékosok gyakorolhatják a képességeiket és követhetik az oktatóanyagokat. Az új kiütéses versenymódban a játékosok egy előre kiválasztott karaktercsapat tagjait váltogatják, amikor az aktuális karakterük kiesik. A Gold ugyanazokat a karaktereket, kombókat és környezeteket kínálja, amelyek a játéktermi Killer Instinct 2-ben is elérhetőek. A játékosok új karakterek megjelenését, a játék nehézségi szintjeit és egy további játszható karaktert oldhatnak fel. A Gold és a Killer Instinct 2 közös névsora összesen tizenegy karaktert tartalmaz: négy újdonságot és hét visszatérőt az előző részből. A harcok többek között űrhajón, dzsungelben és kastélyban játszódnak, és egyes hátterek interaktívak. Az arany új kamerafunkciókkal rendelkezik, amelyek automatikusan zoomolnak, hogy jobban ki tudják képezni a harcot. A kiadás tartalmazza a 3D-s hátterek továbbfejlesztését és a frissített hangsávot is, de a Nintendo 64 kazettás adattárolási korlátozása miatt nem tartalmazza a teljes mozgóképes videoszekvenciákat és néhány hangalámondást a játéktermi kiadásból. Míg a Gold háttereit folyékonyan, másodpercenként 60 képkockával animálják, a karakterek animációi kevesebb képkockát tartalmaznak, mint a játéktermi megfelelője.

## Hagyaték

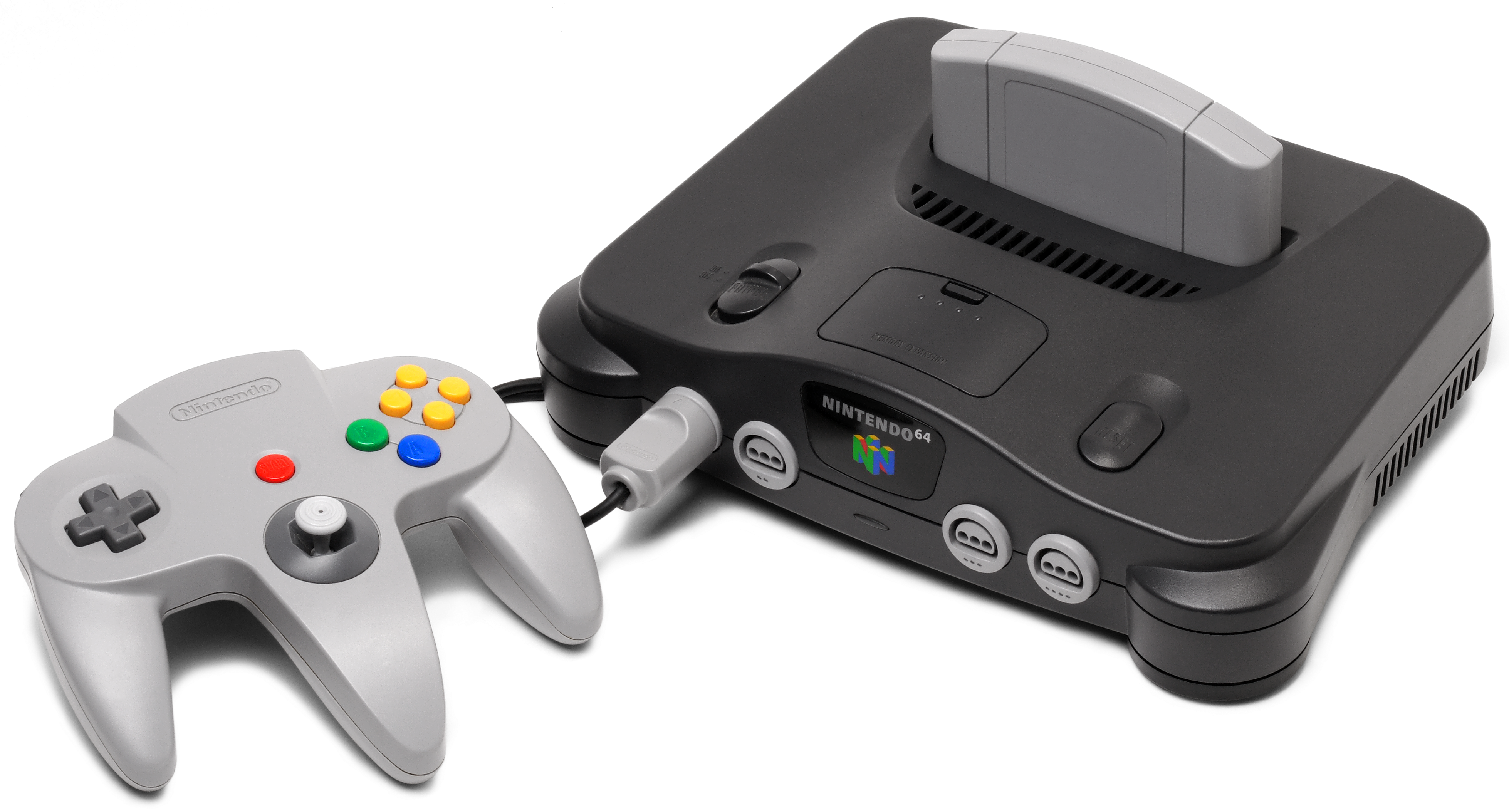
A Killer Instinct Goldot a Nintendo 64 konzol bevezetésére tervezték

Miután az 1996-os Killer Instinct Gold nem fogyott olyan jól, mint az eredeti Super NES verzió, a sorozat megszűnt. Az IGN 2010-ben arról számolt be, hogy a Killer Instinct Gold feldühítette a sorozat rajongóit azzal, hogy megváltoztatta a kombó mozdulatsorokat és kihagyta a "rajongók kedvenc" karaktereit az eredeti játékból. A weboldal hozzátette, hogy a Rare tudta, hogy a franchise-ok közül a Killer Instinct iránt a legnagyobb a rajongói érdeklődés egy új rész iránt. A Microsoft 2002-ben vásárolta meg a Rare-t, véget vetve ezzel a felvásárlásnak a Nintendóval való kiemelkedő szövetséggel. A Microsoft és a Rare 2013-ban az Xbox One platformra felélesztette a sorozatot. 2014-ben a GamesRadar visszamenőleg a Nintendo 64 konzol 35. legjobb játékának rangsorolta a Goldot.
A Killer Instinct Goldot később emulálták Xbox One-ra a Rare 2015-ös Rare Replay című összeállításában. A Nintendo Life azt írta, hogy a Gold grafikája nem igazán korosodott. A New York Daily News arról számolt be, hogy a Killer Instinct Gold, bár a maga idejében „alulértékelt” volt, az antológia legnagyobb csalódásaként elavult frusztrációként bomlott le. A Destructoid a Goldot a gyűjtemény legrosszabb címeként emelte ki, mint egy „csontszáraz” Killer Instinct 2-t. Húsz évvel az eredeti megjelenés után a Retro Gamer azt írta, hogy bár a Killer Instinct népszerű volt a játéktermekben, 1996-ra a Tekken 2 és a Virtua Fighter 2 megelőzte, és végül középszerűnek bizonyult ehhez képest.

## Fordítás
- Ez a szócikk részben vagy egészben  a   Killer Instinct Gold című angol Wikipédia-szócikk fordításán alapul.  Az eredeti cikk szerkesztőit annak laptörténete sorolja fel. Ez a jelzés csupán a megfogalmazás eredetét és a szerzői jogokat jelzi, nem szolgál a cikkben szereplő információk forrásmegjelöléseként.